# Gran Premi de la muntanya a la Volta a Espanya
El Gran Premi de la muntanya a la Volta a Espanya fou instaurada el 1935, sent una de les classificacions secundàries de la Volta a Espanya. És una classificació que recompensa el ciclista que obté més punts en passar pels cims dels diferents ports de muntanya de què consta la cursa. Des de l'edició de 2010 aquesta classificació es distingeix amb el mallot de color blanc amb punts blaus.

## Història
El mallot per distingir el líder de la classificació de la muntanya ha variat al llarg del temps. Del 1935 fins al 1985 i del 1990 al 2005, s'atorgava el mallot verd. En les altres edicions s'ha premiat amb mallots de diferents colors. Des de l'any 2010 es va introduir de nou el mallot blanc amb punts blaus.
- 1935 - 1985: Mallot verd
- 1986: Mallot taronja
- 1987: Mallot vermell
- 1988 - 1989: Mallot blanc amb punts negres
- 1990 - 2005: Mallot verd
- 2006 - 2008: Mallot taronja
- 2009: Mallot grana
- 2010 - Act.: Mallot blanc amb punts blaus

## Palmarès
| Any     | Ciclista               | Equip                               | Punts | Altres mallots    |
| ------- | ---------------------- | ----------------------------------- | ----- | ----------------- |
| 1935    | Edoardo Molinar        | Independent                         | 68    | -                 |
| 1936    | Salvador Molina        | Independent                         | 78    | -                 |
| 1937-40 | no disputada           |                                     |       |                   |
| 1941    | Fermín Trueba          | Independent                         | 32    | -                 |
| 1942    | Julián Berrendero      | Independent                         | ?     | General           |
| 1943-44 | no disputada           |                                     |       |                   |
| 1945    | Julián Berrendero      | Independent                         | 45    | -                 |
| 1946    | Emilio Rodríguez       | Independent                         | 39    | -                 |
| 1947    | Emilio Rodríguez       | Independent                         | 28    | -                 |
| 1948    | Bernardo Ruiz          | UE Sants                            | 28    | General           |
| 1949    | no disputada           |                                     |       |                   |
| 1950    | Emilio Rodríguez       | Independent                         | 40    | General           |
| 1951-54 | no disputada           |                                     |       |                   |
| 1955    | Giuseppe Buratti       | Itàlia                              | 35    | -                 |
| 1956    | Nino Defilippis        | Itàlia                              | 26    | -                 |
| 1957    | Federico Bahamontes    | Espanya                             | 26    | -                 |
| 1958    | Federico Bahamontes    | Espanya                             | 70    | -                 |
| 1959    | Antonio Suárez         | Licor 43                            | 56    | General           |
| 1960    | Antoni Karmany         | KAS-Boxing                          | 65    | -                 |
| 1961    | Antoni Karmany         | KAS-Royal-Asport                    | 52    | -                 |
| 1962    | Antoni Karmany         | KAS                                 | 59    | -                 |
| 1963    | Julio Jiménez          | Faema-Flandria                      | 61    | -                 |
| 1964    | Julio Jiménez          | KAS-Kaskol                          | 76    | -                 |
| 1965    | Julio Jiménez          | KAS-Kaskol                          | 62    | -                 |
| 1966    | Gregorio San Miguel    | KAS-Kaskol                          | 60    | -                 |
| 1967    | Mariano Díaz           | Fagor                               | 59    | -                 |
| 1968    | Francisco Gabica       | Fagor                               | 62    | -                 |
| 1969    | Luis Ocaña             | Fagor                               | 33    | -                 |
| 1970    | Agustín Tamames        | Werner                              | 69    | -                 |
| 1971    | Joop Zoetemelk         | Flandria-Beaulieu                   | 106   | -                 |
| 1972    | José Manuel Fuente     | KAS-Kaskol                          | 97    | General Combinada |
| 1973    | José Luis Abilleira    | La Casera-Peña Bahamontes           | 97    | -                 |
| 1974    | José Luis Abilleira    | La Casera-Peña Bahamontes Combinada | 108   | Combinada         |
| 1975    | Andrés Oliva           | KAS-Kaskol                          | 117   | -                 |
| 1976    | Andrés Oliva           | KAS-Campagnolo                      | 157   | -                 |
| 1977    | Pedro Torres Cruces    | Teka                                | 134   | -                 |
| 1978    | Andrés Oliva           | Teka                                | 112   | -                 |
| 1979    | Felipe Yáñez           | KAS-Campagnolo                      | 95    | -                 |
| 1980    | Juan Fernández         | Zor-Vereco                          | 94    | -                 |
| 1981    | José Luis Laguía       | Reynolds                            | 144   | -                 |
| 1982    | José Luis Laguía       | Reynolds                            | 90    | -                 |
| 1983    | José Luis Laguía       | Reynolds                            | 123   | -                 |
| 1984    | Felipe Yáñez           | Orbea-Danena                        | 81    | -                 |
| 1985    | José Luis Laguía       | Reynolds                            | 85    | -                 |
| 1986    | José Luis Laguía       | Reynolds                            | 146   | -                 |
| 1987    | Luis Herrera           | Café de Colombia                    | 174   | General           |
| 1988    | Álvaro Pino            | BH                                  | 100   | -                 |
| 1989    | Óscar de Jesús Vargas  | Postobón Manzana                    | 142   | Combinada         |
| 1990    | Martín Farfán          | Kelme-Ibexpress                     | 123   | -                 |
| 1991    | Luis Herrera           | Ryalcao-Postobón                    | 157   | -                 |
| 1992    | Carlos Hernández Bailo | Lotus-Festina                       | 194   | -                 |
| 1993    | Tony Rominger          | CLAS-Cajastur                       | 214   | General Punts     |
| 1994    | Luc Leblanc            | Lotus-Festina                       | 158   | -                 |
| 1995    | Laurent Jalabert       | ONCE                                | 238   | General Punts     |
| 1996    | Tony Rominger          | Mapei-GB                            | 177   | -                 |
| 1997    | José María Jiménez     | Banesto                             | 153   | -                 |
| 1998    | José María Jiménez     | Banesto                             | 184   | -                 |
| 1999    | José María Jiménez     | Banesto                             | 133   | -                 |
| 2000    | Carlos Sastre          | Once-Deutsche Bank                  | 102   | -                 |
| 2001    | José María Jiménez     | iBanesto.com                        | 162   | Punts             |
| 2002    | Aitor Osa              | iBanesto.com                        | 107   | -                 |
| 2003    | Félix Cárdenas         | Labarca 2-Café Baqué                | 204   | -                 |
| 2004    | Félix Cárdenas         | Cafés Baqué                         | 167   | -                 |
| 2005    | Joaquim Rodríguez      | Saunier Duval-Prodir                | 200   | -                 |
| 2006    | Egoi Martínez          | Discovery Channel                   | 129   | -                 |
| 2007    | Denis Menchov          | Rabobank                            | 90    | General Combinada |
| 2008    | David Moncoutié        | Cofidis, le Crédit par Téléphone    | 143   | -                 |
| 2009    | David Moncoutié        | Cofidis, le Crédit en Ligne         | 186   | -                 |
| 2010    | David Moncoutié        | Cofidis, le Crédit en Ligne         | 51    | -                 |
| 2011    | David Moncoutié        | Cofidis, le Crédit en Ligne         | 63    | -                 |
| 2012    | Simon Clarke           | Orica-GreenEDGE                     | 63    | -                 |
| 2013    | Nicolas Edet           | Cofidis                             | 46    | -                 |
| 2014    | Luis León Sánchez      | Caja Rural-Seguros RGA              | 58    | -                 |
| 2015    | Omar Fraile            | Caja Rural-Seguros RGA              | 82    | -                 |
| 2016    | Omar Fraile            | Dimension Data                      | 58    | -                 |
| 2017    | Davide Villella        | Cannondale-Drapac                   | 67    | -                 |
| 2018    | Thomas de Gendt        | Lotto Soudal                        | 95    | -                 |
| 2019    | Geoffrey Bouchard      | AG2R La Mondiale                    | 76    | -                 |
| 2020    | Guillaume Martin       | Cofidis                             | 99    | -                 |
| 2021    | Michael Storer         | Team DSM                            | 80    | -                 |
| 2022    | Richard Carapaz        | Ineos Grenadiers                    | 73    | -                 |
| 2023    | Remco Evenepoel        | Soudal Quick-Step                   | 135   | Combativitat      |
| 2024    | Jay Vine               | UAE Team Emirates                   | 78    | -                 |

### Palmarès per països
| # | País          | Núm. de victòries | Núm. de vencedors diferents | Darrera victòria        |
| - | ------------- | ----------------- | --------------------------- | ----------------------- |
| 1 | Espanya       | 48                | 30                          | Omar Fraile (2016)      |
| 2 | França        | 9                 | 6                           | Guillaume Martin (2020) |
| 3 | Colòmbia      | 6                 | 4                           | Félix Cárdenas (2004)   |
| 4 | Itàlia        | 4                 | 4                           | Davide Villella (2017)  |
| 5 | Austràlia     | 2                 | 2                           | Jay Vine (2024)         |
| 5 | Bèlgica       | 2                 | 2                           | Remco Evenepoel (2023)  |
| 5 | Suïssa        | 2                 | 1                           | Tony Rominger (1996)    |
| 7 | Equador       | 1                 | 1                           | Richard Carapaz (2022)  |
| 7 | Països Baixos | 1                 | 1                           | Joop Zoetemelk (1971)   |
| 7 | Rússia        | 1                 | 1                           | Denis Menchov (2007)    |

### Palmarès par coureur
| # | Vencedors           | País     | Núm. de victòries | Anys                         |
| - | ------------------- | -------- | ----------------- | ---------------------------- |
| 1 | José Luis Laguía    | Espanya  | 5                 | 1981, 1982, 1983, 1985, 1986 |
| 2 | José María Jiménez  | Espanya  | 4                 | 1997, 1998, 1999, 2001       |
| 2 | David Moncoutié     | França   | 4                 | 2008, 2009, 2010, 2011       |
| 4 | Emilio Rodríguez    | Espanya  | 3                 | 1946, 1947, 1950             |
| 4 | Antoni Karmany      | Espanya  | 3                 | 1960, 1961, 1962             |
| 4 | Julio Jiménez       | Espanya  | 3                 | 1963, 1964, 1965             |
| 4 | Andrés Oliva        | Espanya  | 3                 | 1975, 1976, 1978             |
| 8 | Julián Berrendero   | Espanya  | 2                 | 1942, 1945                   |
| 8 | Federico Bahamontes | Espanya  | 2                 | 1957, 1958                   |
| 8 | José Luis Abilleira | Espanya  | 2                 | 1973, 1974                   |
| 8 | Felipe Yáñez        | Espanya  | 2                 | 1979, 1984                   |
| 8 | Luis Herrera        | Colòmbia | 2                 | 1987, 1991                   |
| 8 | Tony Rominger       | Suïssa   | 2                 | 1993, 1996                   |
| 8 | Félix Cárdenas      | Colòmbia | 2                 | 2003, 2004                   |
| 8 | Omar Fraile         | Espanya  | 2                 | 2015, 2016                   |